# Catahyapriset
Catahyas novellpris var ett litterärt pris som 2007-2010 delades ut av fantastikföreningen Catahya. Priset gick till en under det föregående året originalpublicerad novell på svenska i någon av genrerna science fiction, fantasy och skräck.
Prissumman var 1 000 kronor.

## Pristagare
- 2007 – "Gården" av Yvonne Hoffman

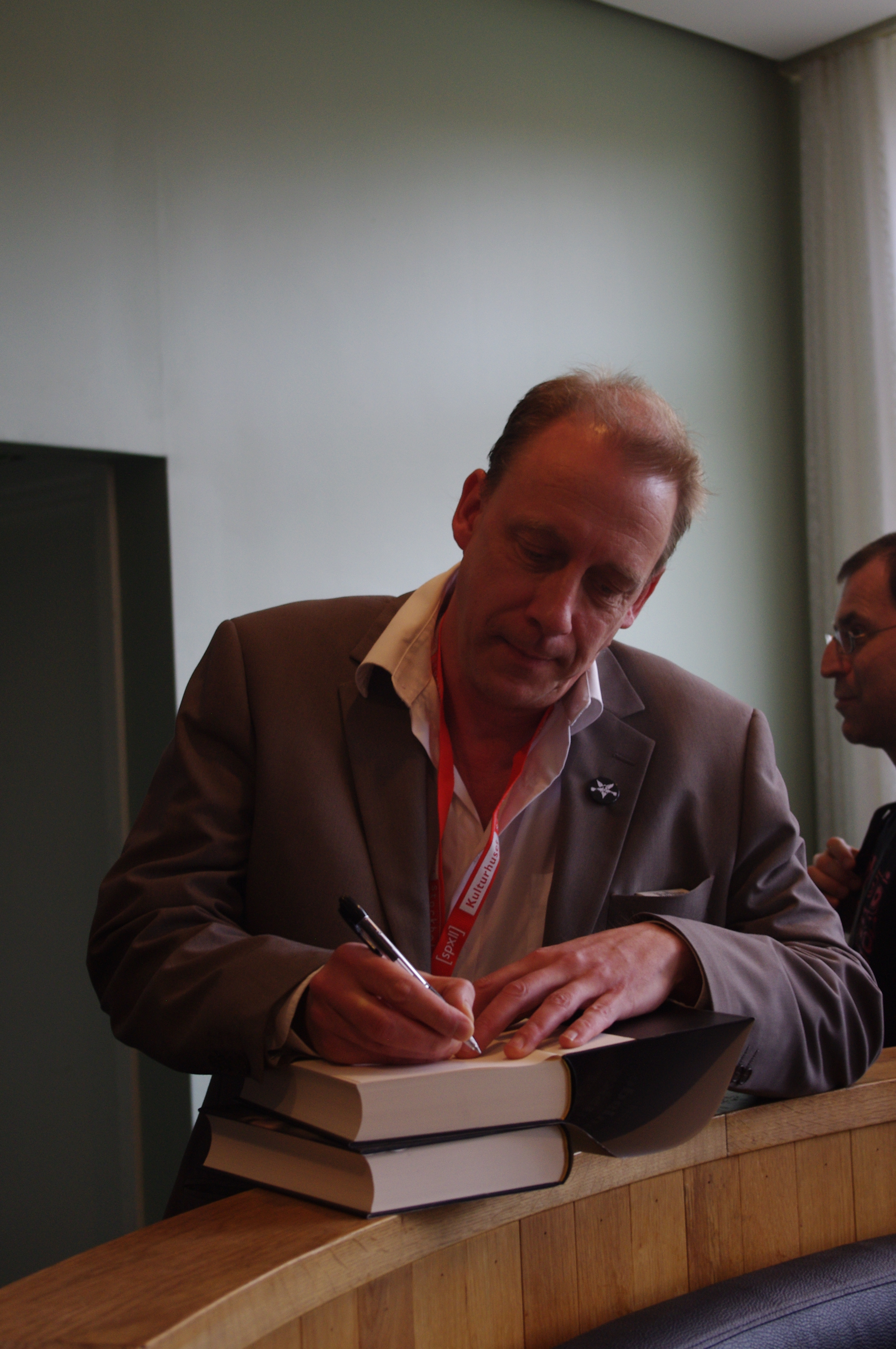
Anders Fager, mottagare av priset 2010, signerar böcker på Swecon (Eurocon) i Stockholm 2011.

- 2008 – "Endast jag är vaken" av Johan Theorin
- 2009 – "Den brända jorden" av C.J. Håkansson
- 2010 – "Mormors resa" av Anders Fager

### Fotnoter
1. ↑  ”Novellpris till Yvonne Hoffman”. Svenska Dagbladet. 17 november 2007. http://www.svd.se/kulturnoje/nyheter/artikel_504001.svd. Läst 18 november 2007.
2. ↑  ”Catahyas årliga novellpris”. Catahya. Arkiverad från originalet den 23 oktober 2013. https://web.archive.org/web/20131023064353/http://www.catahya.net/litteratur/novellpris.asp. Läst 30 april 2014.